# Liste des monuments historiques du Mans
Ce tableau présente la liste de tous les monuments historiques classés ou inscrits dans la ville du Mans, Sarthe, en France.

## Liste
| Monument                                                                                            | Adresse                                                       | Coordonnées                      | Notice         | Protection     | Date           | Illustration                                                                                       |
| --------------------------------------------------------------------------------------------------- | ------------------------------------------------------------- | -------------------------------- | -------------- | -------------- | -------------- | -------------------------------------------------------------------------------------------------- |
| Abbaye Saint-Pierre de la Couture église Notre-Dame de la Couture, hôtel de préfecture de la Sarthe | Place Aristide-Briand                                         | 48° 00′ 06″ nord, 0° 12′ 00″ est | « PA00109798 » | Classé Inscrit | 1840 1959 1975 | Abbaye Saint-Pierre de la Coutureéglise Notre-Dame de la Couture, hôtel de préfecture de la Sarthe |
| Abbaye Saint-Vincent actuel lycée Bellevue                                                          | 2 rue de l'Abbaye-Saint-Vincent                               | 48° 00′ 45″ nord, 0° 12′ 13″ est | « PA00109799 » | Inscrit Classé | 1985 1989      | Abbaye Saint-Vincentactuel lycée Bellevue                                                          |
| Auberge de la Fontaine                                                                              | 5 rue du Chêne-Vert 68, 70, 72 rue Saint-Victeur              | 48° 00′ 25″ nord, 0° 11′ 26″ est | « PA00110004 » | Inscrit        | 1991           | Auberge de la Fontaine                                                                             |
| Autogare de la S.T.A.O.                                                                             | 20 avenue du Général-Leclerc                                  | 48° 00′ 00″ nord, 0° 11′ 47″ est | « PA72000040 » | Inscrit        | 2008           | Autogare de la S.T.A.O.                                                                            |
| Cathédrale Saint-Julien                                                                             | Place Saint-Michel Place du Cardinal-Grente                   | 48° 00′ 33″ nord, 0° 11′ 56″ est | « PA00109800 » | Classé         | 1862           | Cathédrale Saint-Julien                                                                            |
| Chapelle de la Visitation                                                                           | 1 rue du Vert-Galant                                          | 48° 00′ 15″ nord, 0° 11′ 44″ est | « PA00109804 » | Classé Inscrit | 1906 1987      | Chapelle de la Visitation                                                                          |
| Château (inscrit) et Palais des Comtes du Maine (classé)                                            | Place du Cardinal-Grente Rue Robert-Triger Place Saint-Pierre | 48° 00′ 27″ nord, 0° 11′ 51″ est | « PA00109801 » | Classé Inscrit | 1930 1945      | Château (inscrit) et Palais des Comtes du Maine (classé)                                           |
| Collège des Oratoriens actuel lycée Montesquieu                                                     | 1 rue Montesquieu                                             | 48° 00′ 37″ nord, 0° 12′ 00″ est | « PA00109852 » | Classé         | 1982           | Collège des Oratoriensactuel lycée Montesquieu                                                     |
| Collégiale Saint-Pierre-la-Cour                                                                     | 5 place Saint-Pierre                                          | 48° 00′ 25″ nord, 0° 11′ 50″ est | « PA00109802 » | Classé         | 1862 1889      | Collégiale Saint-Pierre-la-Cour                                                                    |
| Couvent des Ursulines                                                                               | 6 rue des Ursulines                                           | 48° 00′ 19″ nord, 0° 11′ 59″ est | « PA00109803 » | Inscrit        | 1980           | Couvent des Ursulines                                                                              |
| Église Notre-Dame-du-Pré                                                                            | Place du Pré                                                  | 48° 00′ 35″ nord, 0° 11′ 33″ est | « PA00109805 » | Classé         | 1840           | Église Notre-Dame-du-Pré                                                                           |
| Enceinte romaine                                                                                    |                                                               | 48° 00′ 35″ nord, 0° 11′ 48″ est | « PA00109807 » | Classé         | 1862           | Enceinte romaine                                                                                   |
| Escalier de la Petite-Poterne                                                                       | Rue Saint-Pavin-de-la-Cité Rue de la Verrerie                 | 48° 00′ 28″ nord, 0° 11′ 42″ est | « PA00109811 » | Inscrit        | 1945           | Escalier de la Petite-Poterne                                                                      |
| Escalier de la Grande-Poterne                                                                       | Rue de Vaux Rue de la Porte-Sainte-Anne                       | 48° 00′ 29″ nord, 0° 11′ 41″ est | « PA00109812 » | Inscrit        | 1945           | Escalier de la Grande-Poterne                                                                      |
| Escalier menant à la rue des Boucheries                                                             | Rue Godard                                                    | 48° 00′ 23″ nord, 0° 11′ 43″ est | « PA00109808 » | Inscrit        | 1945           | Escalier menant à la rue des Boucheries                                                            |
| Escalier de la Pierre-de-Tucé                                                                       | Rue de la Pierre-de-Tucé                                      | 48° 00′ 30″ nord, 0° 11′ 47″ est | « PA00109809 » | Inscrit        | 1945           | Escalier de la Pierre-de-Tucé                                                                      |
| Escalier des Pont-Neufs                                                                             | Place Saint-Pierre                                            | 48° 00′ 26″ nord, 0° 11′ 50″ est | « PA00109810 » | Inscrit        | 1945           | Escalier des Pont-Neufs                                                                            |
| Hôpital Etoc-Demazy                                                                                 | 10 rue Etoc-Demazy                                            | 47° 59′ 37″ nord, 0° 11′ 23″ est | « PA72000015 » | Classé         | 2001 2016      | Hôpital Etoc-Demazy                                                                                |
| Hôtel d'Arcy                                                                                        | 54 Grande-Rue                                                 | 48° 00′ 30″ nord, 0° 11′ 46″ est | « PA00109814 » | Inscrit        | 1945           | Hôtel d'Arcy                                                                                       |
| Hôtel Coindon                                                                                       | 18 rue de la Barillerie                                       | 48° 00′ 22″ nord, 0° 11′ 50″ est | « PA00109816 » | Inscrit        | 1994           | Hôtel Coindon                                                                                      |
| Hôtel de Courcival                                                                                  | 3 rue du Petit-Saint-Pierre                                   | 48° 00′ 25″ nord, 0° 11′ 40″ est | « PA00109817 » | Inscrit        | 1926 1945      | Hôtel de Courcival                                                                                 |
| Hôtel Desportes de Linières Hôtel Belin de Béru                                                     | 7, 9 rue des Boucheries                                       | 48° 00′ 21″ nord, 0° 11′ 44″ est | « PA00109815 » | Inscrit        | 1975 2015      | Hôtel Desportes de LinièresHôtel Belin de Béru                                                     |
| Hôtel Jousset des Berries                                                                           | 36 rue Delagénière 53 rue Lionel-Royer                        | 48° 00′ 43″ nord, 0° 12′ 02″ est | « PA00109819 » | Inscrit        | 1986           | Hôtel Jousset des Berries                                                                          |
| Hôtel Legras du Luart                                                                               | 105 Grande-Rue                                                | 48° 00′ 25″ nord, 0° 11′ 42″ est | « PA00109833 » | Inscrit        | 1945           | Hôtel Legras du Luart                                                                              |
| Hôtel Nepveu de Rouillon                                                                            | 114 Grande-Rue                                                | 48° 00′ 25″ nord, 0° 11′ 41″ est | « PA00109821 » | Classé         | 1946           | Hôtel Nepveu de Rouillon                                                                           |
| Hôtel Petot                                                                                         | 7 rue Saint-Honoré                                            | 48° 00′ 26″ nord, 0° 11′ 46″ est | « PA00109822 » | Classé         | 1947           | Hôtel Petot                                                                                        |
| Hôtel Richer de la Jousserie                                                                        | 2 rue de Vaux                                                 | 48° 00′ 32″ nord, 0° 11′ 45″ est | « PA72000021 » | Inscrit        | 2002           | Hôtel Richer de la Jousserie                                                                       |
| Hôtel de Vaux                                                                                       | 12, 14 rue de Vaux                                            | 48° 00′ 29″ nord, 0° 11′ 43″ est | « PA00109823 » | Inscrit Classé | 1937 1945      | Hôtel de Vaux                                                                                      |
| Hôtel de Vignolles                                                                                  | 2 place du Hallai Rue de l'Écrevisse                          | 48° 00′ 28″ nord, 0° 11′ 49″ est | « PA00109820 » | Classé         | 1946           | Hôtel de Vignolles                                                                                 |
| Hôtel-Dieu de Coëffort église Sainte-Jeanne-d'Arc                                                   | Place de la Mission                                           | 47° 59′ 43″ nord, 0° 12′ 12″ est | « PA00109818 » | Classé         | 1947           | Hôtel-Dieu de Coëffortéglise Sainte-Jeanne-d'Arc                                                   |
| Immeuble éléments d'architecture sculptés de style Renaissance                                      | 14 rue de la Barillerie                                       | 48° 00′ 22″ nord, 0° 11′ 52″ est | « PA00109806 » | Classé         | 1946           | Immeubleéléments d'architecture sculptés de style Renaissance                                      |
| Immeuble porte du XVIe siècle                                                                       | 31(?) rue des Chapelains                                      | à géolocaliser                   | « PA00109850 » | Inscrit        | 1945           | Image manquante Téléverser                                                                         |
| Maison                                                                                              | Cour d'Assé (au nord-ouest)                                   | 48° 00′ 28″ nord, 0° 11′ 45″ est | « PA00109824 » | Inscrit        | 1945           | Maison                                                                                             |
| Maison                                                                                              | 11 rue du Bouquet                                             | 48° 00′ 29″ nord, 0° 11′ 44″ est | « PA00109825 » | Inscrit        | 1945           | Maison                                                                                             |
| Maison                                                                                              | 43 Grande-Rue                                                 | 48° 00′ 30″ nord, 0° 11′ 49″ est | « PA00109829 » | Inscrit        | 1945           | Maison                                                                                             |
| Maison                                                                                              | 45 Grande-Rue                                                 | 48° 00′ 30″ nord, 0° 11′ 48″ est | « PA00109830 » | Inscrit        | 1945           | Maison                                                                                             |
| Maison (restaurant)                                                                                 | 107 Grande-Rue                                                | 48° 00′ 24″ nord, 0° 11′ 42″ est | « PA00109834 » | Classé         | 1945           | Maison (restaurant)                                                                                |
| Maison                                                                                              | 2 rue Marchande                                               | 48° 00′ 23″ nord, 0° 11′ 54″ est | « PA00109835 » | Inscrit        | 1931           | Maison                                                                                             |
| Maison                                                                                              | 1 rue de la Pierre-de-Tucé                                    | 48° 00′ 30″ nord, 0° 11′ 47″ est | « PA00109836 » | Inscrit        | 1926           | Maison                                                                                             |
| Maison                                                                                              | 3 rue du Pilier-Rouge                                         | 48° 00′ 30″ nord, 0° 11′ 50″ est | « PA00109837 » | Inscrit        | 1926           | Maison                                                                                             |
| Maison                                                                                              | 7 rue du Pilier-Rouge                                         | 48° 00′ 30″ nord, 0° 11′ 49″ est | « PA00109838 » | Classé         | 1928           | Maison                                                                                             |
| Maison                                                                                              | 77 rue de la Porte-Sainte-Anne                                | 48° 00′ 27″ nord, 0° 11′ 38″ est | « PA00109839 » | Inscrit        | 1945           | Maison                                                                                             |
| Maison                                                                                              | 12 rue des Poules 13 rue des Trois-Sonnettes                  | 48° 00′ 21″ nord, 0° 11′ 41″ est | « PA00109840 » | Inscrit        | 1926           | Maison                                                                                             |
| Maison                                                                                              | 21 rue de la Reine-Bérangère                                  | 48° 00′ 31″ nord, 0° 11′ 50″ est | « PA00109842 » | Inscrit        | 1945           | Maison                                                                                             |
| Maison                                                                                              | 24 rue de la Reine-Bérangère                                  | 48° 00′ 31″ nord, 0° 11′ 50″ est | « PA00109843 » | Inscrit        | 1945           | Maison                                                                                             |
| Maison                                                                                              | 3 rue Saint-Pavin-de-la-Cité                                  | 48° 00′ 28″ nord, 0° 11′ 44″ est | « PA00109845 » | Inscrit        | 1945           | Maison                                                                                             |
| Maison                                                                                              | 10 rue Saint-Pavin-de-la-Cité                                 | 48° 00′ 28″ nord, 0° 11′ 43″ est | « PA00109846 » | Inscrit        | 1927           | Maison                                                                                             |
| Maison                                                                                              | 11 rue des Trois-Sonnettes                                    | 48° 00′ 21″ nord, 0° 11′ 41″ est | « PA00109847 » | Inscrit        | 1945           | Maison                                                                                             |
| Maison d'Adam et Ève                                                                                | 69 Grande-Rue                                                 | 48° 00′ 28″ nord, 0° 11′ 47″ est | « PA00109831 » | Classé Inscrit | 1913 1938      | Maison d'Adam et Ève                                                                               |
| Maison des Deux Amis                                                                                | 18 rue de la Reine-Bérangère                                  | 48° 00′ 32″ nord, 0° 11′ 51″ est | « PA00109827 » | Classé         | 1946           | Maison des Deux Amis                                                                               |
| Maison du Pilier aux Clefs                                                                          | 83 Grande-Rue                                                 | 48° 00′ 27″ nord, 0° 11′ 45″ est | « PA00109832 » | Inscrit        | 1945           | Maison du Pilier aux Clefs                                                                         |
| Maison du Pilier-Rouge                                                                              | 41 Grande-Rue À l'angle de la rue du Pilier-Rouge             | 48° 00′ 30″ nord, 0° 11′ 49″ est | « PA00109828 » | Classé Inscrit | 1928 1994      | Maison du Pilier-Rouge                                                                             |
| Maison de Scarron                                                                                   | 1 place Saint-Michel                                          | 48° 00′ 32″ nord, 0° 11′ 53″ est | « PA00109844 » | Inscrit        | 1927           | Maison de Scarron                                                                                  |
| Maison de la Tourelle                                                                               | 27 rue des Chanoines                                          | 48° 00′ 35″ nord, 0° 11′ 52″ est | « PA00109826 » | Inscrit        | 1926           | Maison de la Tourelle                                                                              |
| Maison de la Reine Bérengère                                                                        | 7 à 17 rue de la Reine-Bérangère                              | 48° 00′ 32″ nord, 0° 11′ 52″ est | « PA00109841 » | Classé         | 1913           | Maison de la Reine Bérengère                                                                       |
| Officialité                                                                                         | 23 place du Cardinal-Grente                                   | 48° 00′ 34″ nord, 0° 11′ 57″ est | « PA00109999 » | Classé         | 1991           | Officialité                                                                                        |
| Palais du Grabatoire                                                                                | 1 place du Cardinal-Grente                                    | 48° 00′ 35″ nord, 0° 11′ 53″ est | « PA00109813 » | Inscrit        | 1927           | Palais du Grabatoire                                                                               |
| Pierre Saint-Julien                                                                                 | Place Saint-Michel Place du Cardinal-Grente                   | 48° 00′ 35″ nord, 0° 11′ 53″ est | « PA00109848 » | Classé         | 1889           | Pierre Saint-Julien                                                                                |
| Porte romane                                                                                        | 24 rue des Chanoines                                          | 48° 00′ 33″ nord, 0° 11′ 50″ est | « PA00109849 » | Inscrit        | 1945           | Porte romane                                                                                       |
| Psalette siège du STAP                                                                              | 24 place du Cardinal-Grente                                   | 48° 00′ 34″ nord, 0° 11′ 57″ est | « PA00109851 » | Classé         | 1982           | Psalettesiège du STAP                                                                              |
| Sol de la cour                                                                                      | Cour d'Assé                                                   | 48° 00′ 28″ nord, 0° 11′ 45″ est | « PA00109853 » | Inscrit        | 1945           | Sol de la cour                                                                                     |
| Sol de la rue                                                                                       | Rue des Chanoines                                             | 48° 00′ 34″ nord, 0° 11′ 51″ est | « PA00109854 » | Inscrit        | 1945           | Sol de la rue                                                                                      |
| Sol de la rue                                                                                       | Rue des Chapelains                                            | 48° 00′ 34″ nord, 0° 11′ 49″ est | « PA00109855 » | Inscrit        | 1945           | Sol de la rue                                                                                      |
| Sol de la rue (détruit)                                                                             | Rue du Château                                                | 48° 00′ 37″ nord, 0° 11′ 56″ est | « PA00109856 » | Inscrit        | 1945           | Sol de la rue (détruit)                                                                            |
| Sol de la rue                                                                                       | Rue Dorée                                                     | 48° 00′ 21″ nord, 0° 11′ 39″ est | « PA00109857 » | Inscrit        | 1945           | Sol de la rue                                                                                      |
| Sol de la rue                                                                                       | Rue du Doyenné                                                | 48° 00′ 30″ nord, 0° 11′ 53″ est | « PA00109858 » | Inscrit        | 1945           | Sol de la rue                                                                                      |
| Sol de la rue                                                                                       | Rue de l'Écrevisse                                            | 48° 00′ 28″ nord, 0° 11′ 48″ est | « PA00109860 » | Inscrit        | 1945           | Sol de la rue                                                                                      |
| Sol de la rue                                                                                       | Rue Godard                                                    | 48° 00′ 24″ nord, 0° 11′ 42″ est | « PA00109861 » | Inscrit        | 1945           | Sol de la rue                                                                                      |
| Sol de la rue                                                                                       | Grande-Rue                                                    | 48° 00′ 27″ nord, 0° 11′ 45″ est | « PA00109862 » | Inscrit        | 1945           | Sol de la rue                                                                                      |
| Sol de la rue                                                                                       | Rue du Petit-Saint-Pierre                                     | 48° 00′ 25″ nord, 0° 11′ 41″ est | « PA00109863 » | Inscrit        | 1945           | Sol de la rue                                                                                      |
| Sol de la rue                                                                                       | Rue du Pilier-Rouge                                           | 48° 00′ 30″ nord, 0° 11′ 49″ est | « PA00109864 » | Inscrit        | 1945           | Sol de la rue                                                                                      |
| Sol de la rue                                                                                       | Rue de la Porte-Sainte-Anne                                   | 48° 00′ 27″ nord, 0° 11′ 38″ est | « PA00109865 » | Inscrit        | 1945           | Sol de la rue                                                                                      |
| Sol de la rue                                                                                       | Rue de la Reine-Bérangère                                     | 48° 00′ 32″ nord, 0° 11′ 51″ est | « PA00109866 » | Inscrit        | 1945           | Sol de la rue                                                                                      |
| Sol de la rue                                                                                       | Rue Saint-Flaceau                                             | 48° 00′ 25″ nord, 0° 11′ 45″ est | « PA00109867 » | Inscrit        | 1945           | Sol de la rue                                                                                      |
| Sol de la place                                                                                     | Place Saint-Hilaire                                           | 48° 00′ 30″ nord, 0° 11′ 40″ est | « PA00109859 » | Inscrit        | 1945           | Sol de la place                                                                                    |
| Sol de la rue                                                                                       | Rue Saint-Hilaire                                             | 48° 00′ 32″ nord, 0° 11′ 43″ est | « PA00109868 » | Inscrit        | 1945           | Sol de la rue                                                                                      |
| Sol de la rue                                                                                       | Rue Saint-Honoré                                              | 48° 00′ 27″ nord, 0° 11′ 46″ est | « PA00109869 » | Inscrit        | 1945           | Sol de la rue                                                                                      |
| Sol de la place                                                                                     | Place Saint-Michel                                            | 48° 00′ 33″ nord, 0° 11′ 53″ est | « PA00109870 » | Inscrit        | 1945           | Sol de la place                                                                                    |
| Sol de la rue                                                                                       | Rue Saint-Pavin-de-la-Cité                                    | 48° 00′ 27″ nord, 0° 11′ 43″ est | « PA00109871 » | Inscrit        | 1945           | Sol de la rue                                                                                      |
| Sol de la rue                                                                                       | Rue de Vaux                                                   | 48° 00′ 31″ nord, 0° 11′ 45″ est | « PA00109872 » | Inscrit        | 1945           | Sol de la rue                                                                                      |
| Sol de la rue                                                                                       | Rue de la Verrerie                                            | 48° 00′ 26″ nord, 0° 11′ 40″ est | « PA00109873 » | Inscrit        | 1945           | Sol de la rue                                                                                      |
| Sol de la rue                                                                                       | Rue de la Vieille-Porte                                       | 48° 00′ 20″ nord, 0° 11′ 41″ est | « PA00109874 » | Inscrit        | 1945           | Sol de la rue                                                                                      |

## Objets remarquables
Le Mans abrite plusieurs monuments historiques protégés au titre objet parmi les plus importants de France.